# Lista de episódios de A Garota da Moto
Esta é uma lista de episódios da série de televisão brasileira A Garota da Moto, exibida em duas temporadas entre 2016 e 2019 pelo Sistema Brasileiro de Televisão (SBT).

## Resumo
| Temporada | Temporada | Episódios | Exibição original    | Exibição original    |
| Temporada | Temporada | Episódios | Estreia da temporada | Final da temporada   |
| --------- | --------- | --------- | -------------------- | -------------------- |
|           | 1         | 26        | 13 de julho de 2016  | 17 de agosto de 2016 |
|           | 2         | 25        | 6 de março de 2019   | 9 de abril de 2019   |

## 1.ª temporada (2016)
| #  | Título                      | Data de exibição     | Audiência média na Grande São Paulo |
| -- | --------------------------- | -------------------- | ----------------------------------- |
| 1  | "A Fuga"                    | 13 de julho de 2016  | 10,4                                |
| 2  | "Trampo Roça"               | 14 de julho de 2016  | 11,0                                |
| 3  | "Avec Plaisir"              | 15 de julho de 2016  | 9,1                                 |
| 4  | "Sindicato do Crime"        | 18 de julho de 2016  | 10,0                                |
| 5  | "Desaparecido"              | 19 de julho de 2016  | 11,3                                |
| 6  | "Pizza"                     | 20 de julho de 2016  | 10,8                                |
| 7  | "Modelo"                    | 21 de julho de 2016  | 10,8                                |
| 8  | "Lição de Casa"             | 22 de julho de 2016  | 10,8                                |
| 9  | "Morte e Vida"              | 25 de julho de 2016  | 10,6                                |
| 10 | "Uma Garota Chamada Fang"   | 26 de julho de 2016  | 10,3                                |
| 11 | "Face a Face com a Inimiga" | 27 de julho de 2016  | 13,8                                |
| 12 | "Ninguém é o que Parece"    | 28 de julho de 2016  | 11,6                                |
| 13 | "Viral"                     | 29 de julho de 2016  | 10,9                                |
| 14 | "A Luta"                    | 1 de agosto de 2016  | 10,6                                |
| 15 | "Dia de Fúria"              | 2 de agosto de 2016  | 11,2                                |
| 16 | "Fugu"                      | 3 de agosto de 2016  | 12,3                                |
| 17 | "Sequestro"                 | 4 de agosto de 2016  | 10,5                                |
| 18 | "Alguém Quer Vingança"      | 5 de agosto de 2016  | 10,8                                |
| 19 | "A Morte Planejada"         | 8 de agosto de 2016  | 10,9                                |
| 20 | "Contra-Ataque"             | 9 de agosto de 2016  | 11.8                                |
| 21 | "Fora de Si"                | 10 de agosto de 2016 | 10,9                                |
| 22 | "A Gata e o Rato"           | 11 de agosto de 2016 | 10,6                                |
| 23 | "Armadilha"                 | 12 de agosto de 2016 | 12,3                                |
| 24 | "Amigas"                    | 15 de agosto de 2016 | 10,6                                |
| 25 | "Nico Sumiu"                | 16 de agosto de 2016 | 11,8                                |
| 26 | "Confronto"                 | 17 de agosto de 2016 | 14,1                                |

## 2.ª temporada (2019)
| # (série) | # (temporada) | Título                       | Data de exibição    | Audiência média na Grande São Paulo |
| --------- | ------------- | ---------------------------- | ------------------- | ----------------------------------- |
| 27        | 1             | "Pronta para Apanhar"        | 6 de março de 2019  | 11,9                                |
| 28        | 2             | "O Tom Cruise da Cachorrada" | 7 de março de 2019  | 8,8                                 |
| 29        | 3             | "Disfarce"                   | 8 de março de 2019  | 9,1                                 |
| 30        | 4             | "Ratazana"                   | 11 de março de 2019 | 9,8                                 |
| 31        | 5             | "Sangue no Olho"             | 12 de março de 2019 | 8,4                                 |
| 32        | 6             | "Descanse em Paz"            | 13 de março de 2019 | 9,6                                 |
| 33        | 7             | "Conhece Mesmo?"             | 14 de março de 2019 | 8,9                                 |
| 34        | 8             | "Visita Inesperada"          | 15 de março de 2019 | 8,6                                 |
| 35        | 9             | "Mano Drama"                 | 18 de março de 2019 | 9,7                                 |
| 36        | 10            | "Toda Forma de Amor"         | 19 de março de 2019 | 9,0                                 |
| 37        | 11            | "O Elemento Surpresa"        | 20 de março de 2019 | 10,6                                |
| 38        | 12            | "Não Sou de Ninguém"         | 21 de março de 2019 | 9,6                                 |
| 39        | 13            | "Entre a Faca e o Cafuné"    | 22 de março de 2019 | 9,8                                 |
| 40        | 14            | "A Emboscada"                | 25 de março de 2019 | 10,3                                |
| 41        | 15            | "Socorro, Papai!"            | 26 de março de 2019 | 9,3                                 |
| 42        | 16            | "Insônia"                    | 27 de março de 2019 | 10,6                                |
| 43        | 17            | "Situações Insustentáveis"   | 28 de março de 2019 | 10,2                                |
| 44        | 18            | "Dia de Fúria"               | 29 de março de 2019 | 8,6                                 |
| 45        | 19            | "Nas Mãos do Louco"          | 1 de abril de 2019  | 10,7                                |
| 46        | 20            | "Uma Cilada Para Joana"      | 2 de abril de 2019  | 10,2                                |
| 47        | 21            | "Voa, Periqita"              | 3 de abril de 2019  | 11,5                                |
| 48        | 22            | "Naomi Ataca"                | 4 de abril de 2019  | 11,1                                |
| 49        | 23            | "A Presa"                    | 5 de abril de 2019  | ASD                                 |
| 50        | 24            | "Caco de Vidro"              | 8 de abril de 2019  | ASD                                 |
| 51        | 25            | "Por Um Triz"                | 9 de abril de 2019  | ASD                                 |

## Ligaçoes externas
- Lista de episódios de A Garota da Moto. no IMDb.